# Apoprionospio saldanha
Apoprionospio saldanha är en ringmaskart som först beskrevs av Francis Day 1961.  Apoprionospio saldanha ingår i släktet Apoprionospio och familjen Spionidae. Inga underarter finns listade i Catalogue of Life.